# Sokolniki Suche
Sokolniki Suche – wieś w Polsce położona w województwie mazowieckim, w powiecie przysuskim, w gminie Wieniawa. Ma status sołectwa.
| SIMC    | Nazwa | Rodzaj     |
| ------- | ----- | ---------- |
| 0640870 | Góry  | przysiółek |

W latach 1975–1998 miejscowość administracyjnie należała do województwa radomskiego.
Wierni Kościoła rzymskokatolickiego należą do parafii św. Szczepana w Skrzynnie lub  do parafii św. Katarzyny w Wieniawie.